# كأس العراق 2012–13
بطولة كأس العراق 2013/2012 وهي بطولة كرة قدم ينظمها اتحاد كرة القدم في العراق بمشاركة فرق الدرجتين الممتازة والنخبة للموسم الكروي 2012-2013 انطلقت في 28 أيلول 2012، لكنها ألغيت لاحقاً ولم تستكمل.

## الفرق المشاركة
يشارك في البطولة 40 فريق من الدرجتين الممتازة والنخبة تلعب فيما بينها.

### الدرجة الممتازة
| - الحر - المدحتية - الكرخ - العلوم والتكنلوجيا - الديوانية - الفهد | - الطوز - الكاظمية - التاجي - نفط ميسان - نفط الوسط - السماوة | - الهندية - بلادي - النجدة - الصناعات الكهربائية - الأنبار - الشرقاط | - الكوفة - غاز الشمال - الخطوط - الحدود - غاز الشمال |

### النخبة
| - المصافي - النفط - كربلاء - أربيل | - الميناء - الطلبة - السليمانية - الصناعة | - الشرطة - القوة الجوية - زاخو - دهوك | - نفط الجنوب - الزوراء - كركوك - بغداد - الكهرباء |

## نظام البطولة
تقسم البطولة إلى أربعة ادوار يقام الدور الأول منها بنظام خروج المغلوب فيما تقام بقية الأدوار بنظام الذهاب والإياب.

## القرعة
اقيمت قرعة البطولة يوم السبت 15 أيلول 2012 في مقر الاتحاد العراقي لكرة القدم وبحضور ممثلي الاندية ال40 المشاركة في البطولة.

## البطولة
ألغيت البطولة وهي في الدور الثالث بسبب كثرة التأجيلات نتيجة لالتزامات الفرق والمنتخبات العراقية وتأخر اكتمال دوري النخبة للموسم ذاته.